# Zambrano (ort i Colombia, Bolívar)
Zambrano är en ort i Colombia.   Den ligger i departementet Bolívar, i den norra delen av landet, 600 km norr om huvudstaden Bogotá. Zambrano ligger 16 meter över havet och antalet invånare är 9 565. Den ligger vid sjön Ciénaga de Zambrano.
Terrängen runt Zambrano är platt. Runt Zambrano är det ganska glesbefolkat, med 24 invånare per kvadratkilometer. Närmaste större samhälle är Plato, 6,0 km nordost om Zambrano. Trakten runt Zambrano består huvudsakligen av våtmarker.